# Primetime Emmy Award per la migliore attrice protagonista in una serie commedia
Il Primetime Emmy Awards per la migliore attrice protagonista in una serie commedia (Primetime Emmy Award for Outstanding Lead Actress in a Comedy Series) è un premio annuale consegnato nell'ambito del Primetime Emmy Awards dal 1954 all'attrice protagonista di una serie televisiva di genere commedia dell'anno in corso. Fino al 1966 il premio era assegnato indistintamente al genere della serie televisiva.

## Vincitori e candidati
I vincitori sono indicati in grassetto, a seguire gli altri candidati.

### Anni 1950
- 1954
  - Eve Arden - Our Miss Brooks

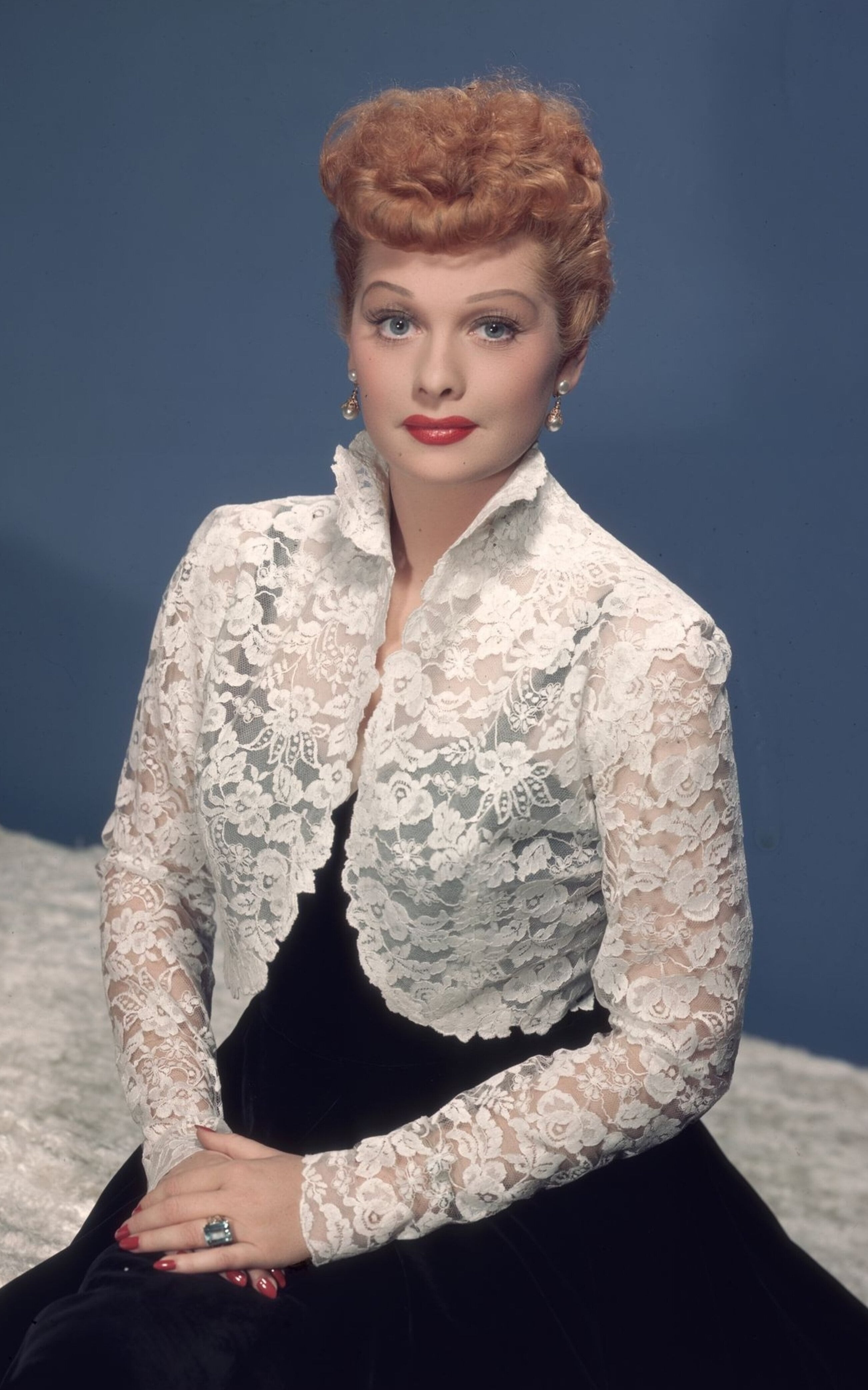
Lucille Ball ha ricevuto 3 premi in questa categoria. In totale, ha ricevuto 8 candidature.

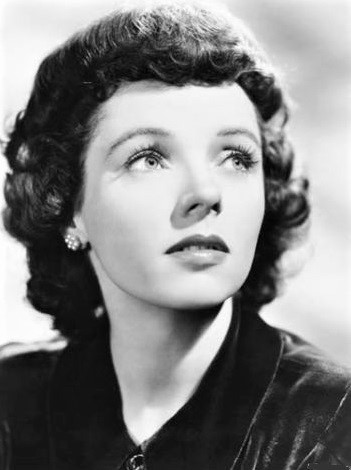
Jane Wyatt ha ricevuto 3 premi in questa categoria.

  - Lucille Ball - Lucy ed io (I Love Lucy)
  - Imogene Coca - Your Show of Shows
  - Dinah Shore - The Dinah Shore Show
  - Loretta Young - The Loretta Young Show
- 1955
  - Loretta Young - The Loretta Young Show
  - Gracie Allen - The George Burns and Gracie Allen Show
  - Eve Arden - Our Miss Brooks
  - Lucille Ball - Lucy ed io (I Love Lucy)
  - Ann Sothern - Private Secretary
- 1956
  - Lucille Ball - Lucy ed io (I Love Lucy)
  - Gracie Allen - The George Burns and Gracie Allen Show
  - Eve Arden - Our Miss Brooks
  - Jean Hagen - Make Room for Daddy
  - Ann Sothern - Private Secretary
- 1957
  - Loretta Young - The Loretta Young Show
  - Jan Clayton - Lassie
  - Ida Lupino - Four Star Playhouse
  - Peggy Wood - Mama
  - Jane Wyman - Jane Wyman Theatre
- 1958
  - Jane Wyatt - Papà ha ragione (Father Knows Best)
  - Eve Arden - The Eve Arden Show
  - Spring Byington - December Bride
  - Jan Clayton - Lassie
  - Ida Lupino - Mr. Adams and Eve
- 1959
  - Loretta Young - The Loretta Young Show
  - Phyllis Kirk - L'uomo ombra (The Thin Man)
  - June Lockhart - Lassie
  - Jane Wyman - The Jane Wyman Show

### Anni 1960
- 1960

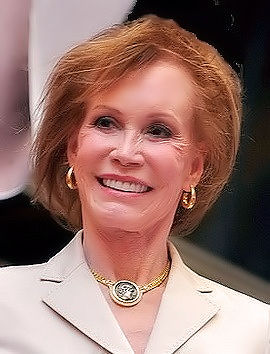
Mary Tyler Moore ha ricevuto 5 premi in questa categoria. In totale, ha ricevuto 10 candidature.

  - Jane Wyatt - Papà ha ragione (Father Knows Best)
  - Donna Reed - The Donna Reed Show
  - Teresa Wright - Sunday Showcase
  - Loretta Young - The Loretta Young Show
- 1961
  - Barbara Stanwyck - The Barbara Stanwyck Show
  - Donna Reed - The Donna Reed Show
  - Loretta Young - The Loretta Young Show
- 1962
  - Shirley Booth - Hazel
  - Gertrude Berg - The Gertrude Berg Show
  - Donna Reed - The Gertrude Berg Show
  - Mary Stuart - Aspettando il domani (Search for Tomorrow)
  - Cara Williams - Pete and Gladys
- 1963
  - Shirley Booth - Hazel
  - Lucille Ball - The Lucy Show
  - Shirl Conway - The Nurses
  - Mary Tyler Moore - The Dick Van Dyke Show
  - Irene Ryan - The Beverly Hillbillies
- 1964
  - Mary Tyler Moore - The Dick Van Dyke Show
  - Shirley Booth - Hazel
  - Patty Duke - The Patty Duke Show
  - Irene Ryan - The Beverly Hillbillies
  - Inger Stevens - The Farmer's Daughter
- 1966
  - Mary Tyler Moore - The Dick Van Dyke Show
  - Lucille Ball - The Lucy Show
  - Elizabeth Montgomery - Vita da strega (Bewitched)
- 1967
  - Lucille Ball - The Lucy Show
  - Elizabeth Montgomery - Vita da strega (Bewitched)
  - Agnes Moorehead - Vita da strega (Bewitched)
  - Marlo Thomas - Quella strana ragazza (That Girl)
- 1968
  - Lucille Ball - The Lucy Show
  - Barbara Feldon - Get Smart
  - Elizabeth Montgomery - Vita da strega (Bewitched)
  - Paula Prentiss - He & She
  - Marlo Thomas - Quella strana ragazza (That Girl)
- 1969
  - Hope Lange - La signora e il fantasma (The Ghost and Mrs. Muir)
  - Diahann Carroll - Giulia (Julia)
  - Barbara Feldon - Get Smart
  - Elizabeth Montgomery - Vita da strega (Bewitched)

### Anni 1970
- 1970

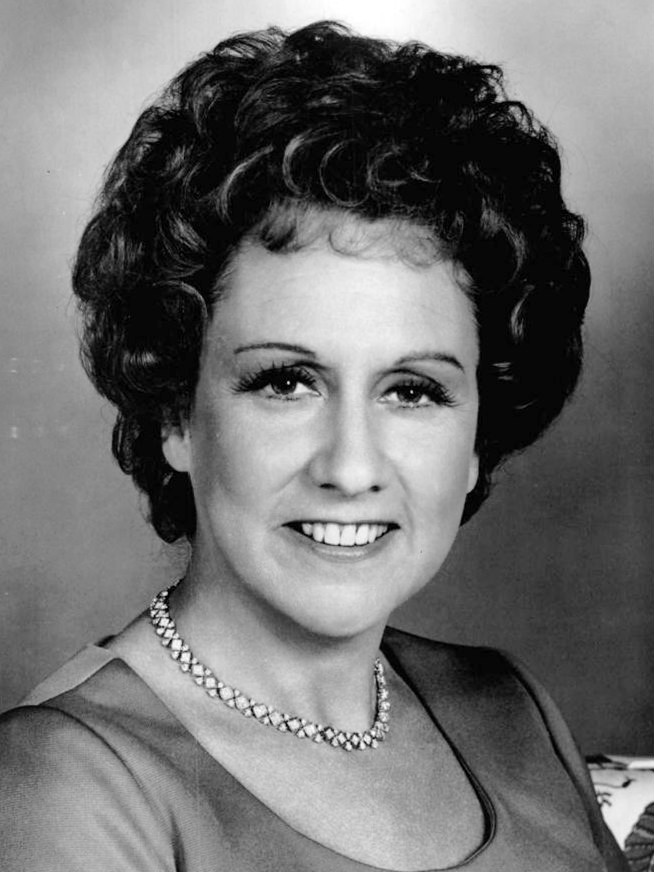
Jean Stapleton ha ricevuto 3 premi in questa categoria. In totale, ha ricevuto 8 candidature.

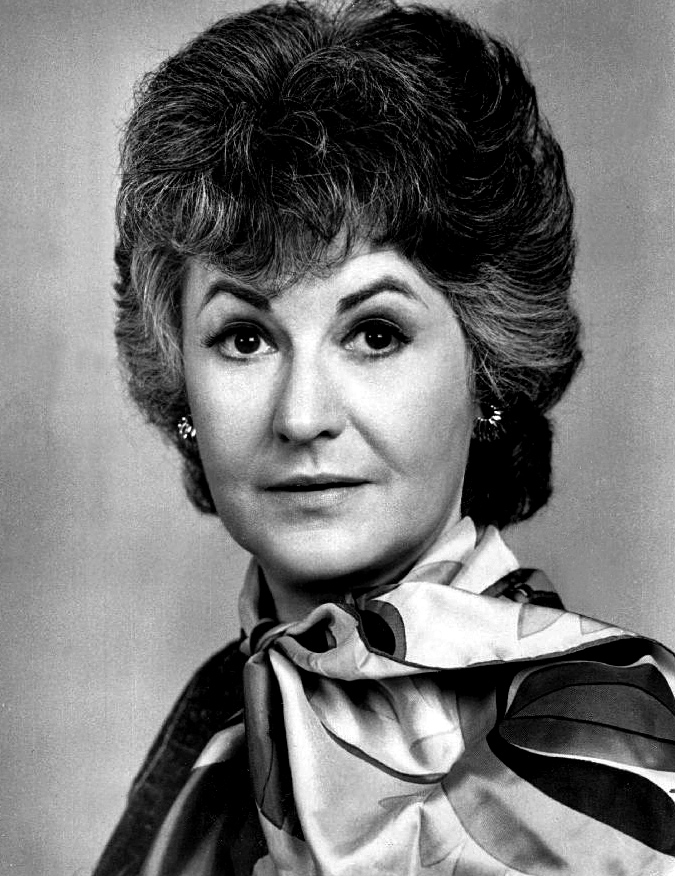
Bea Arthur, vincitrice nel 1977, ha ricevuto un totale di 10 candidature in questa categoria.

  - Hope Lange - La signora e il fantasma (The Ghost and Mrs. Muir)
  - Elizabeth Montgomery - Vita da strega (Bewitched)
  - Marlo Thomas - Quella strana ragazza (That Girl)
- 1971
  - Jean Stapleton - Arcibaldo (All in the Family)
  - Marlo Thomas - Quella strana ragazza (That Girl)
  - Mary Tyler Moore - The Mary Tyler Moore Show
- 1972
  - Jean Stapleton - Arcibaldo (All in the Family)
  - Sandy Duncan - The Sandy Duncan Show
  - Mary Tyler Moore - The Mary Tyler Moore Show
- 1973
  - Mary Tyler Moore - The Mary Tyler Moore Show
  - Jean Stapleton - Arcibaldo (All in the Family)
  - Bea Arthur - Maude
- 1974
  - Mary Tyler Moore - The Mary Tyler Moore Show
  - Bea Arthur - Maude
  - Jean Stapleton - Arcibaldo (All in the Family)
- 1975
  - Valerie Harper - Rhoda
  - Jean Stapleton - Arcibaldo (All in the Family)
  - Mary Tyler Moore - The Mary Tyler Moore Show
- 1976
  - Mary Tyler Moore - The Mary Tyler Moore Show
  - Lee Grant - Fay
  - Bea Arthur - Maude
  - Cloris Leachman - Phyllis
  - Valerie Harper - Rhoda
- 1977
  - Bea Arthur - Maude
  - Jean Stapleton - Arcibaldo (All in the Family)
  - Valerie Harper - Rhoda
  - Suzanne Pleshette - The Bob Newhart Show
  - Mary Tyler Moore - The Mary Tyler Moore Show
- 1978
  - Jean Stapleton - Arcibaldo (All in the Family)
  - Bea Arthur - Maude
  - Valerie Harper - Rhoda
  - Cathryn Damon - Bolle di sapone (Soap)
  - Katherine Helmond - Bolle di sapone (Soap)
  - Suzanne Pleshette - The Bob Newhart Show
- 1979
  - Ruth Gordon - Taxi
  - Linda Lavin - Alice
  - Jean Stapleton - Arcibaldo (All in the Family)
  - Katherine Helmond - Bolle di sapone (Soap)
  - Isabel Sanford - I Jefferson (The Jeffersons)

### Anni 1980
- 1980
  - Cathryn Damon - Bolle di sapone (Soap)
  - Polly Holliday - Flo
  - Sheree North - Archie Bunker's Place
  - Isabel Sanford - I Jefferson (The Jeffersons)
  - Katherine Helmond - Bolle di sapone (Soap)
- 1981
  - Isabel Sanford - I Jefferson (The Jeffersons)
  - Eileen Brennan - Taxi
  - Cathryn Damon - Bolle di sapone (Soap)
  - Katherine Helmond - Bolle di sapone (Soap)
  - Lynn Redgrave - Visite a domicilio (House Calls)
- 1982
  - Carol Kane - Taxi
  - Swoosie Kurtz - Con affetto, tuo Sidney (Love, Sidney)
  - Nell Carter - La piccola grande Nell (Gimme a Break!)
  - Charlotte Rae - L'albero delle mele (The Facts of Life)
  - Bonnie Franklin - Giorno per giorno (One Day at a Time)
  - Isabel Sanford - I Jefferson (The Jeffersons)
- 1983
  - Shelley Long - Cin cin (Cheers)
  - Mariette Hartley - Signore e signori buonasera (Goodnight, Beantown)
  - Isabel Sanford - I Jefferson (The Jeffersons)
  - Nell Carter - La piccola grande Nell (Gimme a Break!)
  - Swoosie Kurtz - Con affetto, tuo Sidney (Love, Sidney)
  - Rita Moreno - Dalle 9 alle 5, orario continuato (9 to 5)
- 1984
  - Jane Curtin - Kate e Allie (Kate & Allie)
  - Joanna Cassidy - Buffalo Bill
  - Shelley Long - Cin cin (Cheers)
  - Susan Saint James - Kate e Allie (Kate & Allie)
  - Isabel Sanford - I Jefferson (The Jeffersons)
- 1985
  - Jane Curtin - Kate e Allie (Kate & Allie)
  - Shelley Long - Cin cin (Cheers)
  - Phylicia Rashad - I Robinson (The Cosby Show)
  - Susan Saint James - Kate e Allie (Kate & Allie)
  - Isabel Sanford - I Jefferson (The Jeffersons)
- 1986
  - Betty White - Cuori senza età (The Golden Girls)
  - Shelley Long - Cin cin (Cheers)
  - Bea Arthur - Cuori senza età (The Golden Girls)
  - Rue McClanahan - Cuori senza età (The Golden Girls)
  - Phylicia Rashad - I Robinson (The Cosby Show)
- 1987
  - Rue McClanahan - Cuori senza età (The Golden Girls)
  - Blair Brown - The Days and Nights of Molly Dodd
  - Bea Arthur - Cuori senza età (The Golden Girls)
  - Betty White - Cuori senza età (The Golden Girls)
  - Jane Curtin - Kate e Allie (Kate & Allie)
- 1988
  - Bea Arthur - Cuori senza età (The Golden Girls)
  - Kirstie Alley - Cin cin (Cheers)
  - Blair Brown - The Days and Nights of Molly Dodd
  - Rue McClanahan - Cuori senza età (The Golden Girls)
  - Betty White - Cuori senza età (The Golden Girls)
- 1989
  - Candice Bergen - Murphy Brown
  - Blair Brown - The Days and Nights of Molly Dodd
  - Bea Arthur - Cuori senza età (The Golden Girls)
  - Rue McClanahan - Cuori senza età (The Golden Girls)
  - Betty White - Cuori senza età (The Golden Girls)

### Anni 1990
- 1990
  - Candice Bergen - Murphy Brown
  - Kirstie Alley - Cin cin (Cheers)

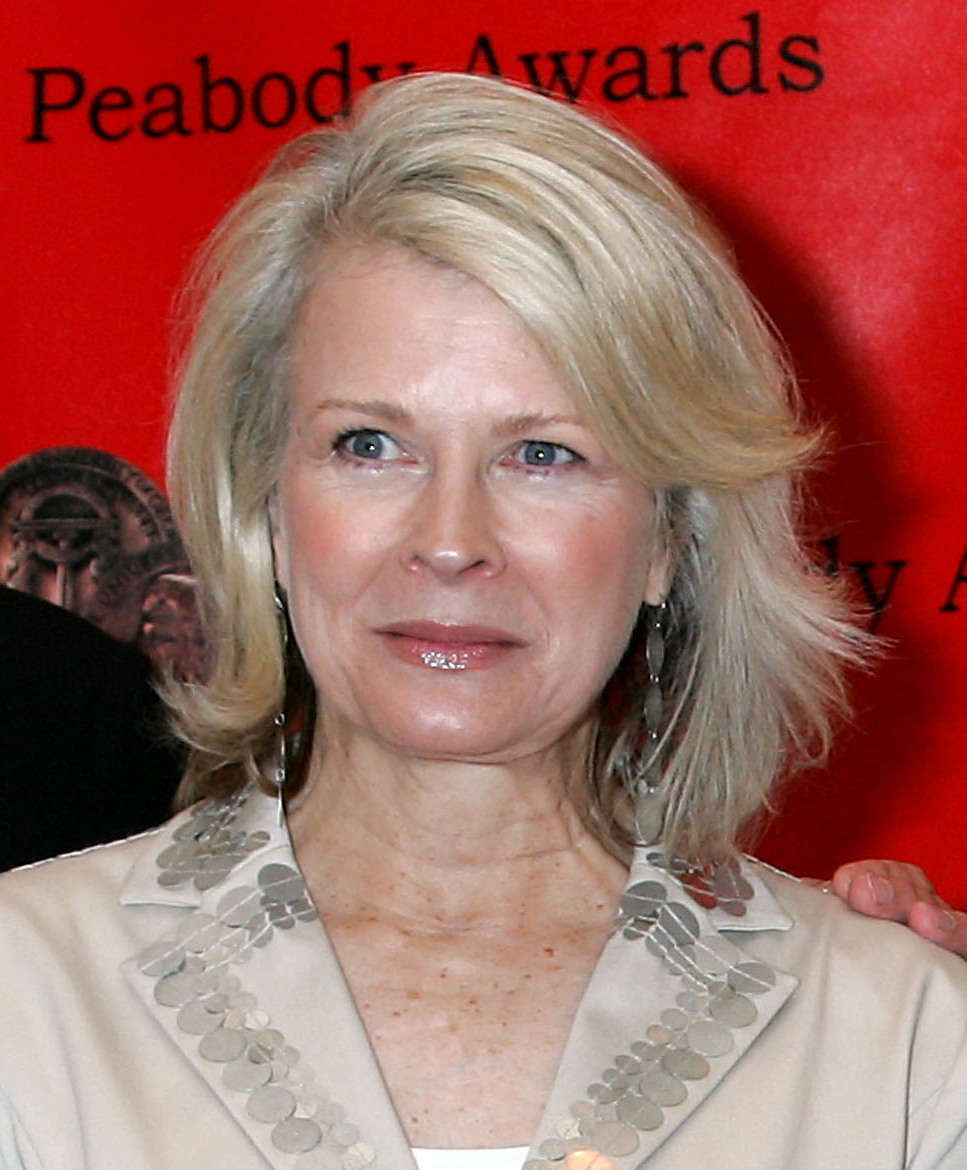
Candice Bergen ha ricevuto 5 premi in questa categoria.

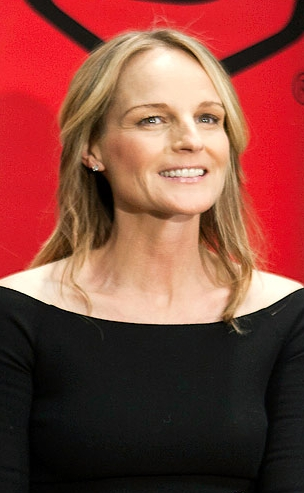
Helen Hunt ha ricevuto 4 premi consecutivamente in questa categoria.

  - Betty White - Cuori senza età (The Golden Girls)
  - Blair Brown - The Days and Nights of Molly Dodd
  - Delta Burke - Quattro donne in carriera (Designing Women)
- 1991
  - Kirstie Alley - Cin cin (Cheers)
  - Candice Bergen - Murphy Brown
  - Delta Burke - Quattro donne in carriera (Designing Women)
  - Blair Brown - The Days and Nights of Molly Dodd
  - Betty White - Cuori senza età (The Golden Girls)
- 1992
  - Candice Bergen - Murphy Brown
  - Roseanne Barr - Pappa e ciccia (Roseanne)
  - Kirstie Alley - Cin cin (Cheers)
  - Tyne Daly - Wings
  - Betty White - Cuori senza età (The Golden Girls)
  - Marion Ross - Oltre il ponte (Brooklyn Bridge)
- 1993
  - Roseanne Barr - Pappa e ciccia (Roseanne)
  - Candice Bergen - Murphy Brown
  - Marion Ross - Oltre il ponte (Brooklyn Bridge)
  - Kirstie Alley - Cin cin (Cheers)
  - Helen Hunt - Innamorati pazzi (Mad About You)
- 1994
  - Candice Bergen - Murphy Brown
  - Helen Hunt - Innamorati pazzi (Mad About You)
  - Annie Potts - Love & War
  - Roseanne Barr - Pappa e ciccia (Roseanne)
  - Patricia Richardson - Quell'uragano di papà (Home Improvement)
- 1995
  - Candice Bergen - Murphy Brown
  - Roseanne Barr - Pappa e ciccia (Roseanne)
  - Ellen DeGeneres - Ellen
  - Helen Hunt - Innamorati pazzi (Mad About You)
  - Cybill Shepherd - Cybill
- 1996
  - Helen Hunt - Innamorati pazzi (Mad About You)
  - Ellen DeGeneres - Ellen
  - Fran Drescher - La tata (The Nanny)
  - Cybill Shepherd - Cybill
  - Patricia Richardson - Quell'uragano di papà (Home Improvement)
- 1997
  - Helen Hunt - Innamorati pazzi (Mad About You)
  - Ellen DeGeneres - Ellen
  - Patricia Richardson - Quell'uragano di papà (Home Improvement)
  - Fran Drescher - La tata (The Nanny)
  - Cybill Shepherd - Cybill
- 1998
  - Helen Hunt - Innamorati pazzi (Mad About You)
  - Ellen DeGeneres - Ellen
  - Jenna Elfman - Dharma & Greg
  - Patricia Richardson - Quell'uragano di papà (Home Improvement)
  - Kirstie Alley - L'atelier di Veronica (Veronica's Closet)
  - Calista Flockhart - Ally McBeal
- 1999
  - Helen Hunt - Innamorati pazzi (Mad About You)
  - Jenna Elfman - Dharma & Greg
  - Calista Flockhart - Ally McBeal
  - Patricia Heaton - Tutti amano Raymond (Everybody Loves Raymond)
  - Sarah Jessica Parker - Sex and the City

### Anni 2000
- 2000
  - Patricia Heaton - Tutti amano Raymond (Everybody Loves Raymond)
  - Jenna Elfman - Dharma & Greg
  - Jane Kaczmarek - Malcolm (Malcolm in the Middle)
  - Debra Messing - Will & Grace
  - Sarah Jessica Parker - Sex and the City
- 2001
  - Patricia Heaton - Tutti amano Raymond (Everybody Loves Raymond)
  - Calista Flockhart - Ally McBeal
  - Jane Kaczmarek - Malcolm (Malcolm in the Middle)
  - Debra Messing - Will & Grace
  - Sarah Jessica Parker - Sex and the City
- 2002
  - Jennifer Aniston - Friends
  - Patricia Heaton - Tutti amano Raymond (Everybody Loves Raymond)
  - Jane Kaczmarek - Malcolm (Malcolm in the Middle)
  - Debra Messing - Will & Grace
  - Sarah Jessica Parker - Sex and the City
- 2003
  - Debra Messing - Will & Grace
  - Jennifer Aniston - Friends
  - Patricia Heaton - Tutti amano Raymond (Everybody Loves Raymond)
  - Jane Kaczmarek - Malcolm (Malcolm in the Middle)
  - Sarah Jessica Parker - Sex and the City
- 2004
  - Sarah Jessica Parker - Sex and the City
  - Jennifer Aniston - Friends
  - Patricia Heaton - Tutti amano Raymond (Everybody Loves Raymond)
  - Bonnie Hunt - Una mamma quasi perfetta (Life with Bonnie)
  - Jane Kaczmarek - Malcolm (Malcolm in the Middle)
- 2005
  - Felicity Huffman - Desperate Housewives
  - Marcia Cross - Desperate Housewives
  - Teri Hatcher - Desperate Housewives
  - Patricia Heaton - Tutti amano Raymond (Everybody Loves Raymond)
  - Jane Kaczmarek - Malcolm (Malcolm in the Middle)
- 2006
  - Julia Louis-Dreyfus - La complicata vita di Christine (The New Adventures of Old Christine)
  - Stockard Channing - Out of Practice - Medici senza speranza (Out of Practice)
  - Jane Kaczmarek - Malcolm (Malcolm in the Middle)
  - Lisa Kudrow - The Comeback
  - Debra Messing - Will & Grace
- 2007
  - America Ferrera - Ugly Betty
  - Tina Fey - 30 Rock
  - Felicity Huffman - Desperate Housewives
  - Julia Louis-Dreyfus - La complicata vita di Christine (The New Adventures of Old Christine)
  - Mary-Louise Parker - Weeds
- 2008
  - Tina Fey - 30 Rock
  - Christina Applegate - Samantha chi? (Samantha Who?)
  - America Ferrera - Ugly Betty
  - Julia Louis-Dreyfus - La complicata vita di Christine (The New Adventures of Old Christine)
  - Mary-Louise Parker - Weeds
- 2009
  - Toni Collette - United States of Tara
  - Christina Applegate - Samantha chi? (Samantha Who?)
  - Tina Fey - 30 Rock
  - Julia Louis-Dreyfus - La complicata vita di Christine (The New Adventures of Old Christine)
  - Mary-Louise Parker - Weeds
  - Sarah Silverman - The Sarah Silverman Program

### Anni 2010
- 2010[1]

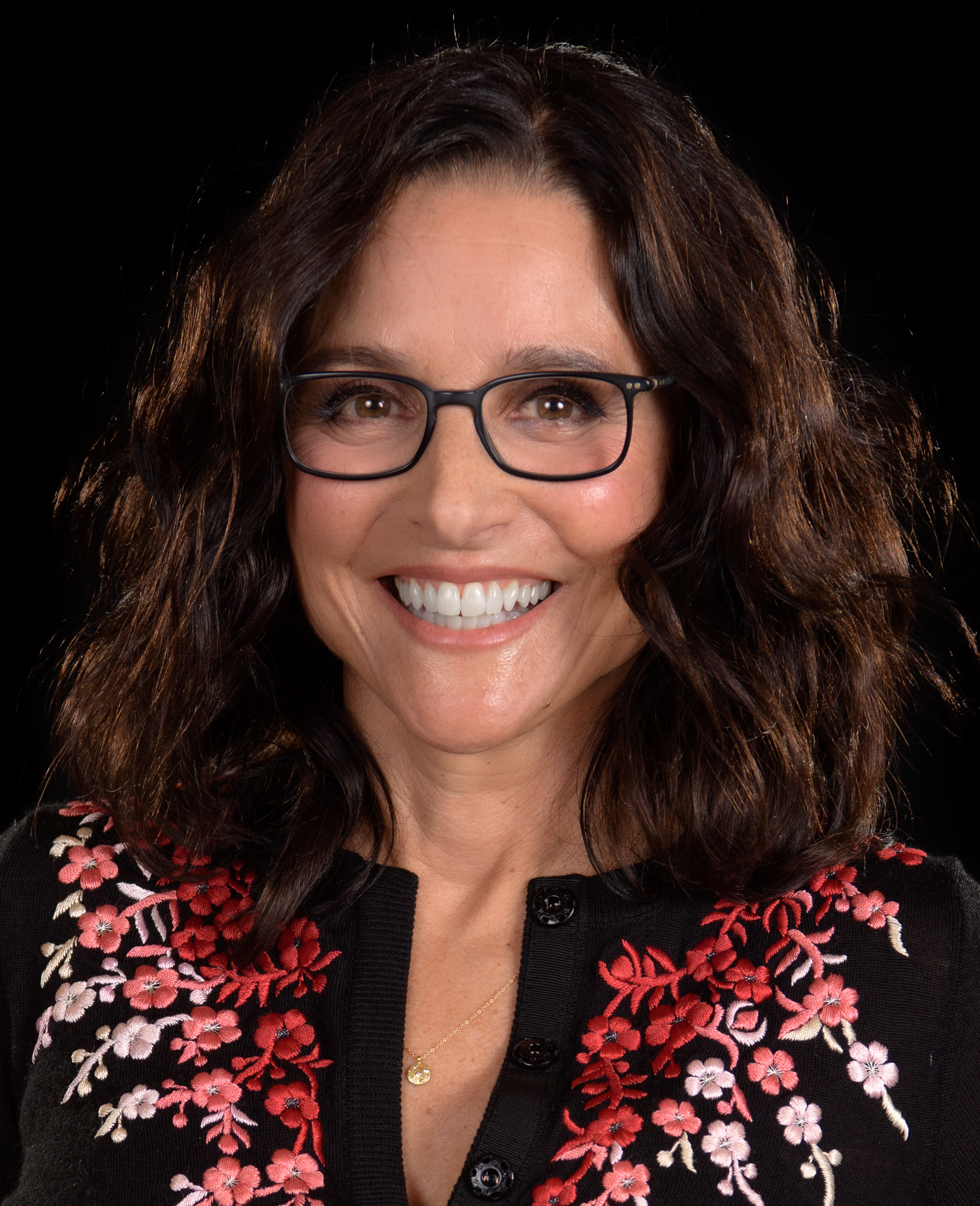
Julia Louis-Dreyfus detiene il record di vittorie con 7 premi. Ha ricevuto, inoltre, un record di 12 candidature.

  - Edie Falco - Nurse Jackie - Terapia d'urto (Nurse Jackie)
  - Tina Fey - 30 Rock
  - Amy Poehler - Parks and Recreation
  - Toni Collette - United States of Tara
  - Julia Louis-Dreyfus - La complicata vita di Christine (The New Adventures of Old Christine)
  - Lea Michele - Glee
- 2011[2]
  - Melissa McCarthy - Mike & Molly
  - Edie Falco - Nurse Jackie - Terapia d'urto (Nurse Jackie)
  - Tina Fey - 30 Rock
  - Laura Linney - The Big C
  - Martha Plimpton - Aiutami Hope! (Raising Hope)
  - Amy Poehler - Parks and Recreation
- 2012[3]
  - Julia Louis-Dreyfus - Veep - Vicepresidente incompetente (Veep)
  - Zooey Deschanel - New Girl
  - Lena Dunham - Girls
  - Edie Falco - Nurse Jackie - Terapia d'urto (Nurse Jackie)
  - Tina Fey - 30 Rock
  - Melissa McCarthy - Mike & Molly
  - Amy Poehler - Parks and Recreation
- 2013[4][5]
  - Julia Louis-Dreyfus - Veep - Vicepresidente incompetente (Veep)
  - Laura Dern - Enlightened - La nuova me (Enlightened)
  - Lena Dunham - Girls
  - Edie Falco - Nurse Jackie - Terapia d'urto (Nurse Jackie)
  - Tina Fey - 30 Rock
  - Amy Poehler - Parks and Recreation
- 2014[6]
  - Julia Louis-Dreyfus - Veep - Vicepresidente incompetente (Veep)
  - Lena Dunham - Girls
  - Edie Falco - Nurse Jackie - Terapia d'urto (Nurse Jackie)
  - Melissa McCarthy - Mike & Molly
  - Amy Poehler - Parks and Recreation
  - Taylor Schilling - Orange Is the New Black
- 2015[7]
  - Julia Louis-Dreyfus - Veep - Vicepresidente incompetente (Veep)
  - Edie Falco - Nurse Jackie - Terapia d'urto (Nurse Jackie)
  - Lisa Kudrow - The Comeback
  - Amy Poehler - Parks and Recreation
  - Amy Schumer - Inside Amy Schumer
  - Lily Tomlin - Grace and Frankie
- 2016[8]
  - Julia Louis-Dreyfus - Veep - Vicepresidente incompetente (Veep)
  - Ellie Kemper - Unbreakable Kimmy Schmidt
  - Laurie Metcalf - Getting On
  - Tracee Ellis Ross - Black-ish
  - Amy Schumer - Inside Amy Schumer
  - Lily Tomlin - Grace and Frankie
- 2017[9]
  - Julia Louis-Dreyfus - Veep - Vicepresidente incompetente (Veep)
  - Pamela Adlon - Better Things
  - Allison Janney - Mom
  - Ellie Kemper - Unbreakable Kimmy Schmidt
  - Jane Fonda - Grace and Frankie
  - Tracee Ellis Ross - Black-ish
  - Lily Tomlin - Grace and Frankie
- 2018[10]
  - Rachel Brosnahan - La fantastica signora Maisel (The Marvelous Mrs. Maisel)
  - Pamela Adlon - Better Things
  - Allison Janney - Mom
  - Issa Rae - Insecure
  - Tracee Ellis Ross - Black-ish
  - Lily Tomlin - Grace and Frankie
- 2019[11]
  - Phoebe Waller-Bridge - Fleabag
  - Christina Applegate - Amiche per la morte - Dead to Me (Dead to Me)
  - Rachel Brosnahan - La fantastica signora Maisel (The Marvelous Mrs. Maisel)
  - Julia Louis-Dreyfus - Veep - Vicepresidente incompetente (Veep)
  - Natasha Lyonne - Russian Doll
  - Catherine O'Hara - Schitt's Creek

### Anni 2020
- 2020
  - Catherine O'Hara - Schitt's Creek
  - Christina Applegate - Amiche per la morte - Dead to Me (Dead to Me)
  - Rachel Brosnahan - La fantastica signora Maisel (The Marvelous Mrs. Maisel)
  - Linda Cardellini - Amiche per la morte - Dead to Me (Dead to Me)
  - Issa Rae - Insecure
  - Tracee Ellis Ross - Black-ish
- 2021[12]
  - Jean Smart - Hacks
  - Aidy Bryant - Shrill
  - Kaley Cuoco - L'assistente di volo - The Flight Attendant (The Flight Attendant)
  - Allison Janney - Mom
  - Tracee Ellis Ross - Black-ish
- 2022[13]
  - Jean Smart - Hacks
  - Rachel Brosnahan - La fantastica signora Maisel (The Marvelous Mrs. Maisel)
  - Quinta Brunson - Abbott Elementary
  - Kaley Cuoco - L'assistente di volo - The Flight Attendant (The Flight Attendant)
  - Elle Fanning - The Great
  - Issa Rae - Insecure
- 2023
  - Christina Applegate - Amiche per la morte - Dead to Me (Dead to Me)
  - Rachel Brosnahan - La fantastica signora Maisel (The Marvelous Mrs. Maisel)
  - Quinta Brunson - Abbott Elementary
  - Natasha Lyonne - Poker Face
  - Jenna Ortega - Mercoledì (Wednesday)